# Церковь и монастырь Сан-Маттео (Пиза)
Церковь и монастырь Сан-Маттео (итал. La chiesa e convento di San Matteo) — средневековый религиозный комплекс, расположенный на площади Сан-Маттео-ин-Соарта в Пизе, Тоскана, Центральная Италия.

## История
Создание монастырского комплекса, посвящённого Святому апостолу, евангелисту Матфею, было задумано супругами Ильдеберто дельи Альбици и Донной Теутой дель фу Омичио, что было подтверждено двумя отдельными актами: одним от 1027 года и одним от 1028 года. В 1027 году с основанием монастыря бенедиктинок на месте предыдущей небольшой церкви с тремя апсидами была построена новая церковь. В XII и XIII веках монастырь был расширен, а отдельные здания были объединены в четырёхугольный комплекс вокруг внутреннего двора.
Район Соарта, где был построен монастырь, был пригородным. Начиная с XI века район стал объектом интереса для семей, желавших повысить свой социальный статус, приобретая недвижимость в этом районе, который к XII веку начал приобретать городские черты.
В 1787 году согласно распоряжению великого герцога Леопольда II Габсбургского, в 1787 Сан-Маттео стал «консерваторией» (conservatorio), где разместился капитул канонисс — бедных, но благородных девушек, которые не вышли замуж и не стали монахинями. Монахини монастыря оставались в здании, в отведённой для них части, хотя оставалось много общих помещений. Указом великого герцога в мае 1808 года было решено закрыть капитул канонисс Сан-Маттео, которые тем не менее оставались в здании до 1866 года, когда оно перешло в собственность муниципалитета.
Согласно закону о пресечении деятельности религиозных орденов и корпораций 1866 года, монастырь перешел в собственность Министерства внутренних дел Италии. Здания решили переоборудовать под тюрьму. Таким образом, кельи монахинь стали камерами для заключённых. Однако работы по адаптации ранее существовавшей конструкции к новым нуждам не учитывали историческое и архитектурное значение памятника. Переделки и модификации бывшего монастыря продолжались в течение многих лет. После Второй мировой войны бывший монастырь сначала стал музеем, а затем штаб-квартирой кафедры истории искусств Пизанского университета.
Реставрационные работы длились с января 1945 года по май 1946 года. В 1949 году в отдельных зданиях бывшего монастыря был открыт Национальный музей Сан-Маттео. В монастыре также в 1950-х годах расположился Институт истории искусств. В 1960-х годах соглашение между Пизанским университетом и Суперинтендантством позволило устроить в зданиях библиотеку.

## Здания и произведения искусства церкви и монастыря
Большую часть зданий церкви и монастыря уничтожил разрушительный пожар 1607 года. После этого события по приказу Великого герцога тосканского Козимо III Медичи церковь была перестроена. Предпочтение было отдано однонефному, а не трёхнефному плану, который изначально имелся в церкви. Работы были завершены в 1610 году, о чём свидетельствует надпись на фасаде здания: «COSMO II MAGNO HETR DUCE IV IMP.TE EUGENIA ARNIA MERIT.ma ABBa A.S. MDCX».
Особую ценность представляло здание XVI века, называемое «церковью Мадонны», или церковью монахинь Сан-Маттео, построенное за колокольней и полностью разрушенное бомбардировками Второй мировой войны. Церковь была построена в романском стиле. С самого начала она играла важную роль в управлении католической жизнью окрестных территорий. Об этом свидетельствует папская булла от 1115 года, в которой папа Адриан IV поручил приходу Сан-Маттео управление церквями в близлежащих районах. Это увеличило обязательства настоятеля, но в то же время приумножило его богатство. Церковь также получила множество пожертвований от тех, кто хотел, чтобы их помянули во время церковных служб.
Реставрация главной монастырской церкви проводилась между 1953 и 1954 годами и позволила восстановить мраморный фасад, датируемый 1610 годом. Внутри находится единственный зал, стены которого украшены четырьмя пилястрами из искусственного мрамора, эта конструкция восходит к XVII веку. Свод украшен фреской «Слава Святого Матфея» работы братьев Джузеппе и Франческо Мелани, датируемой восемнадцатым веком. На стенах расположены картины с историями из жизни святого Матфея, датируемые четвёртым десятилетием XVIII века и выполненные Себастьяно Конкой (Мученичество святого Матфея), Франческо Тревизани (Святой Матфей воскрешает сына царя Эфиопии), Марко Бенефиалом (Святой Матфей крестит эфиопскую царицу) и Джакомо Дзоболи, написавшим картину «Святой Матфей возлагает покрывало на Ифигению и девственниц» (Ифигения была дочерью царя Египта, правившего в Эфиопии во времена проповеди апостола Матфея). В главном алтаре находится картина «Призвание святого Матфея» Джованни Франческо Романелли, написанная в 1637 году, а на алтаре на левой стене — деревянное Распятие XIII века.

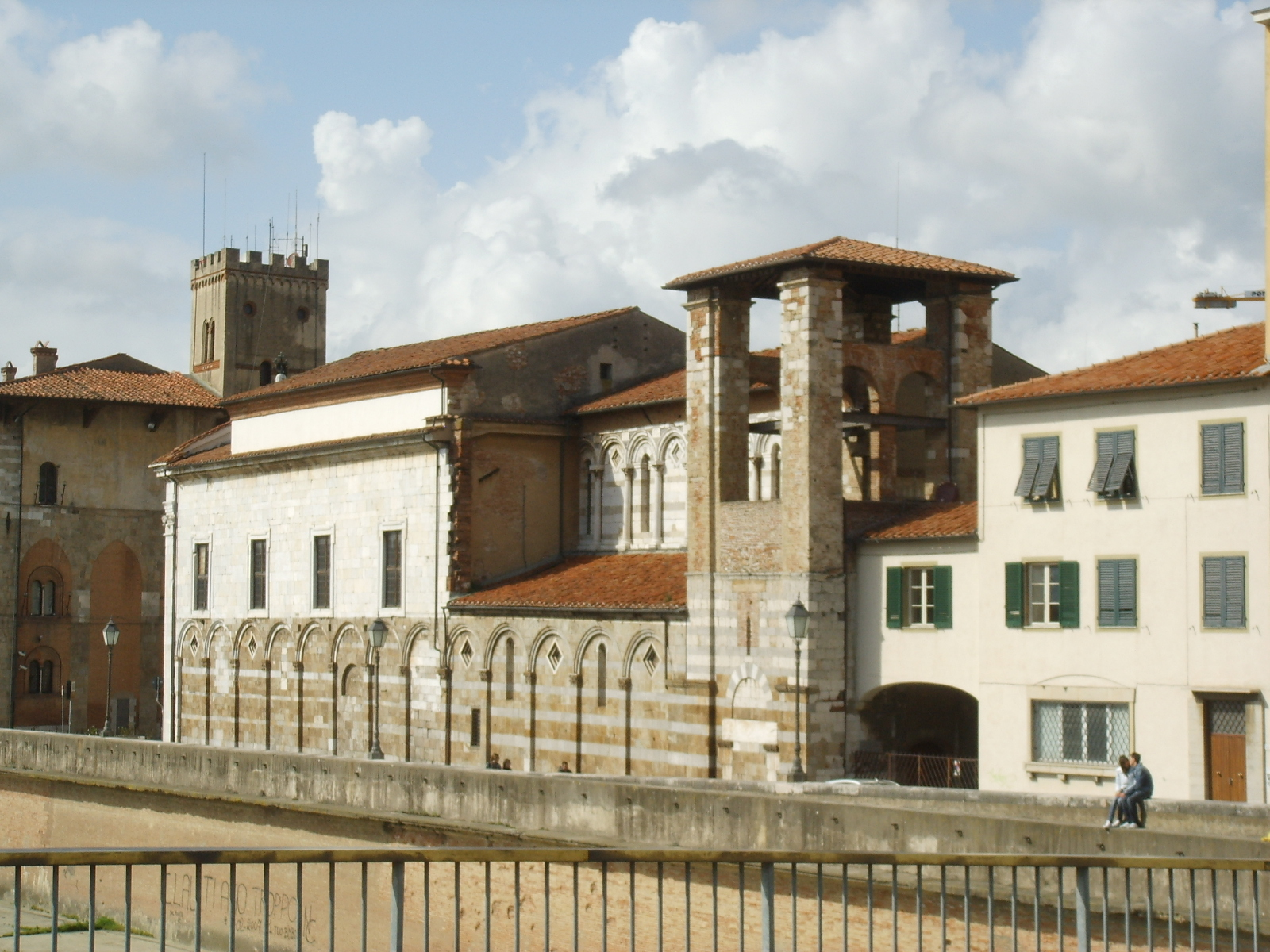
Здание конвента (монастыря)
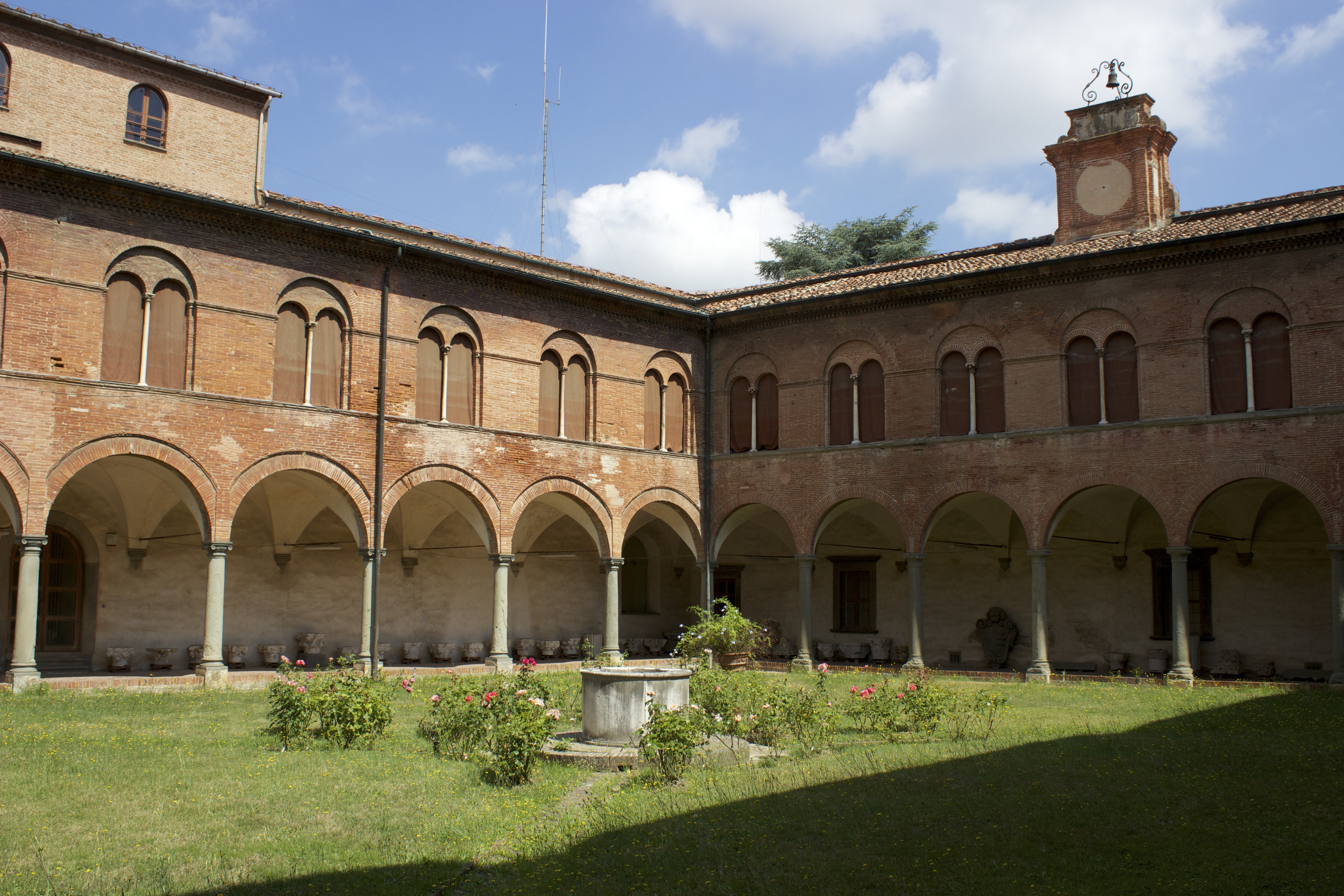
Кьостро (двор) монастыря
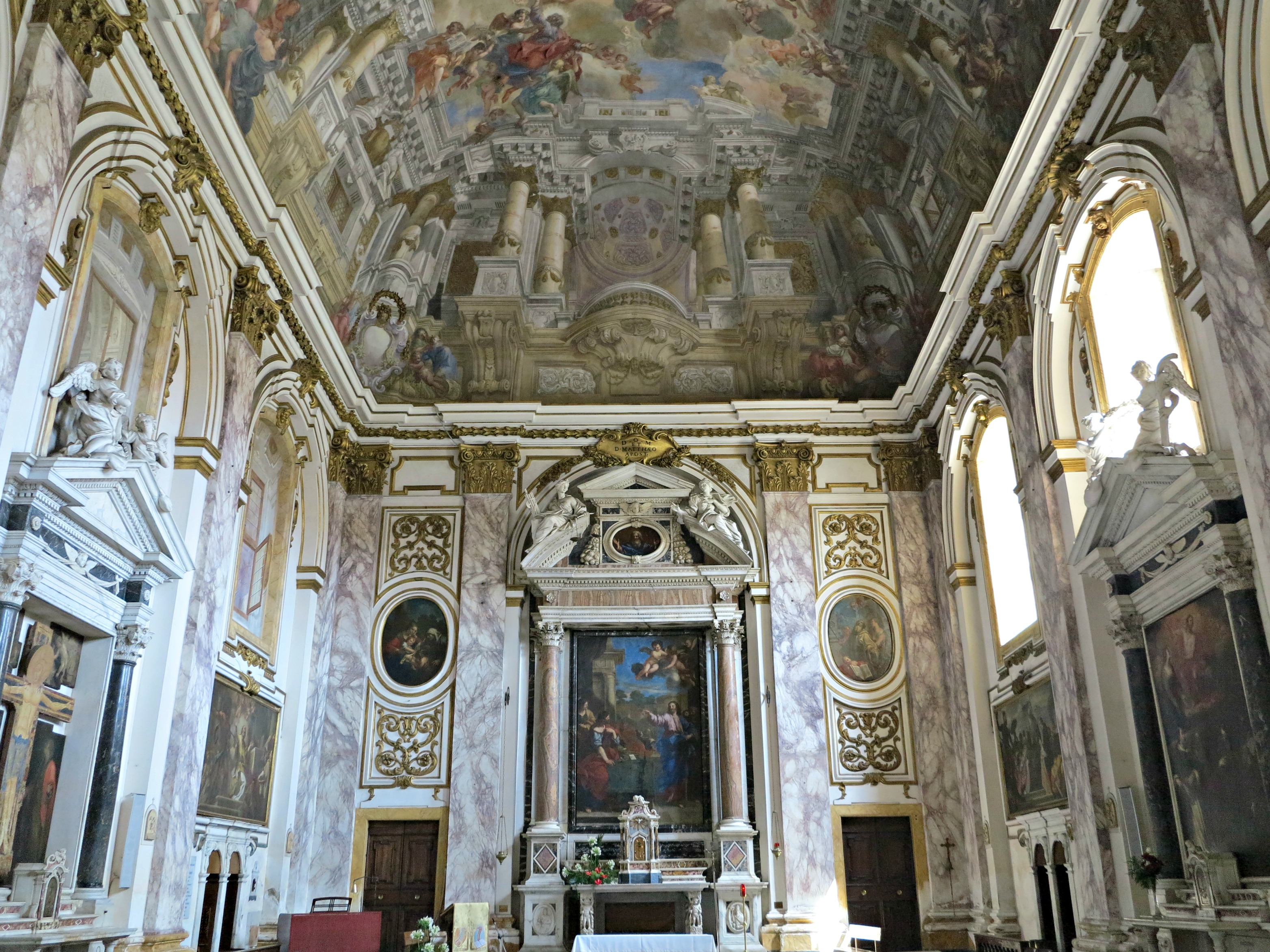
Интерьер церкви Сан-Маттео
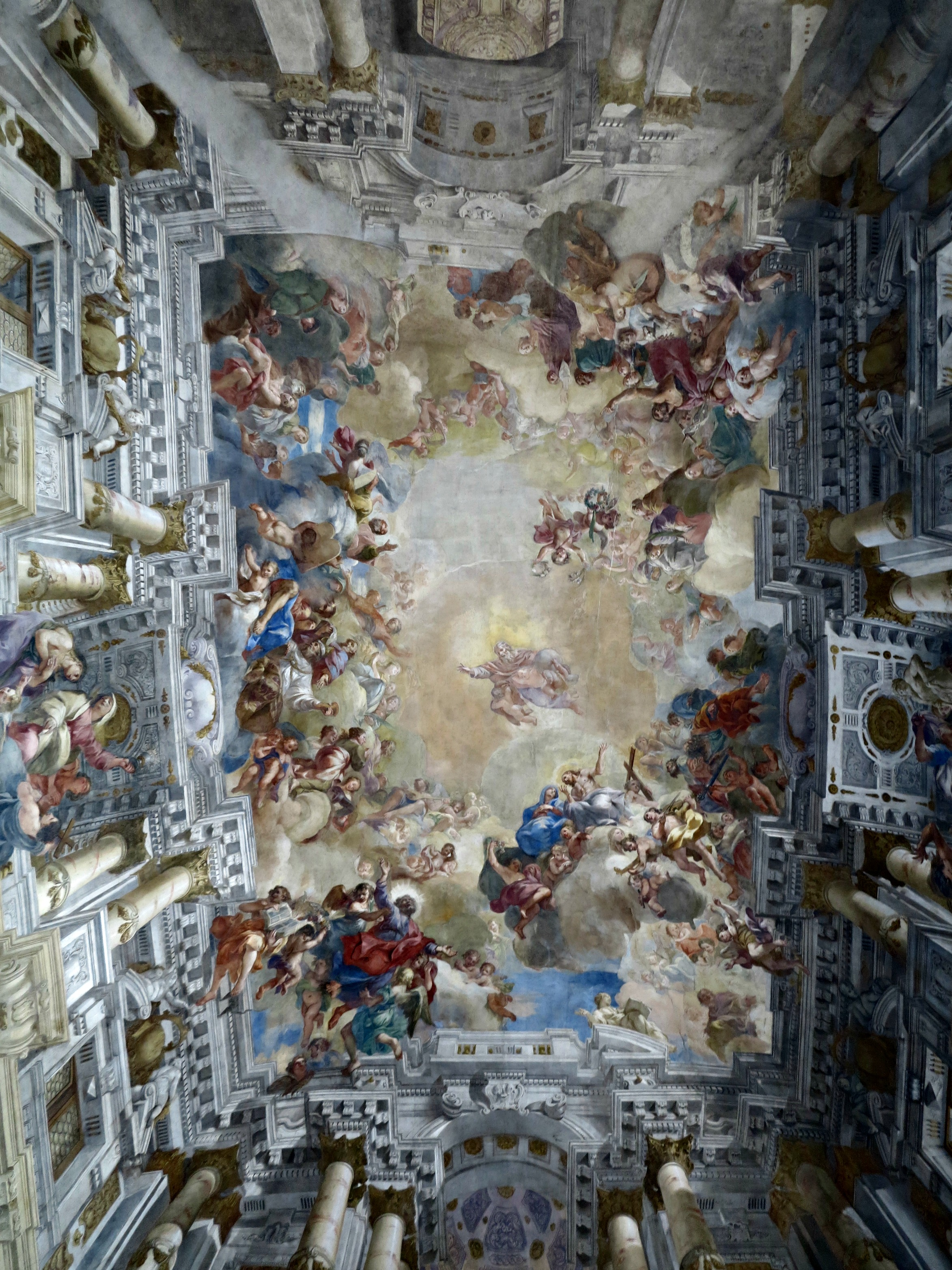
Джузеппе и Франческо Мелани. Слава Святого Матфея. Роспись плафона церкви Сан-Маттео. Ок. 1720
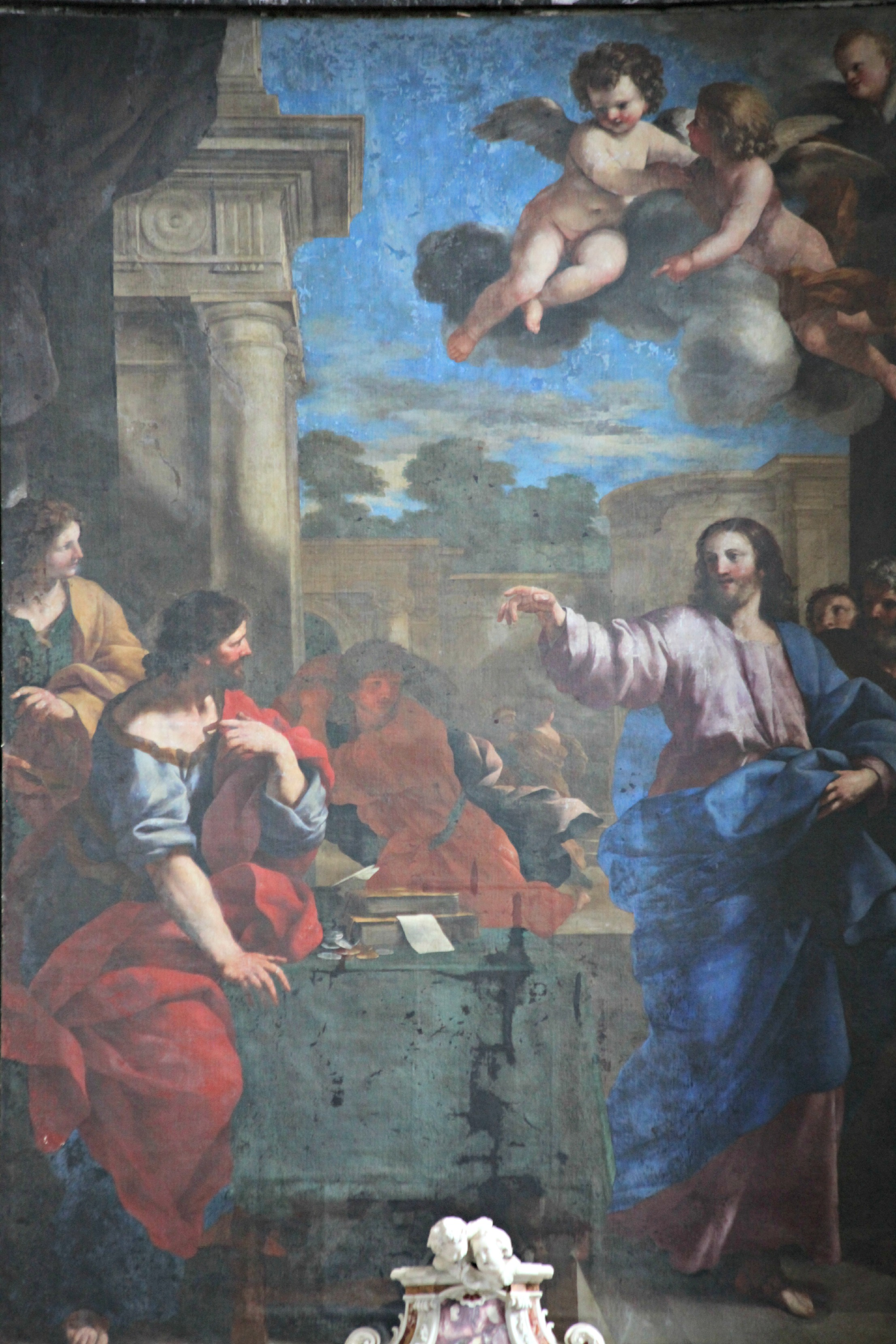
Дж. Ф. Романелли. Призвание Святого Матфея. 1637. Алтарь церкви